# أندي فورد
أندي فورد (بالإنجليزية: Andy Ford)‏ (4 مايو 1954 في المملكة المتحدة - ) هو لاعب كرة قدم بريطاني في مركز الدفاع. لعب مع سويندون تاون ونادي بورنموث ونادي ساوثيند يونايتد ونادي غيلينغهام ونادي دارتفورد.